# Прокопия
Прокопия е византийска императрица, съпруга на император Михаил I Рангаве.

## Произход и брак
Дъщеря е на император Никифор I Геник и сестра на император Ставракий. Тя се омъжва за Михаил Рангаве в края на 8 век. По това време съпругът ѝ е командир на Егейския флот на империята.
На 31 октомври 802 г. след преврат срещу императрица Ирина Атинянката бащата на Прокопия заема византийския престол. Така Прокопия официално става член на императорското семейство.

## Византийска императрица
На 26 юли 811 г. император Никифор I е убит от българите в битката при Върбишкия проход, а заедно с него е унищожена огромна част от ромейската войска, тръгнала с императора на поход срещу Крумова България. Битката се смята за една от най-тежките загуби на ромейската войска в цялата военна история на Византия. Сред малцината оцелели от кървавата баня при Върбишкия проход е и съпругът на Теофано, Ставракий, който остава единствен император на ромейския престол. Ставракий обаче не се измъква невредим от битката. Тежко ранен в областта на гърба, той остава парализиран. Войници от императорската гвардия успават да го измъкнат от боя и да го пренесат в Адрианопол, но той така и не успява да се възстанови от раните си.
Било очевидно, че императорът не може да изпълнява задълженията си, което поставя въпроса, кой да бъде негов приемник. По този въпрос византийският двор се разделя на две фракции. Първата се групира около Теофано, която се опитвала да заеме престола по примера на сродницата си Ирина Атинянката. Друга фракция се сформира около Прокопия, която желалела да постави на престола Михаил Рангаве. Ставракий пожелава да постави на престола съпругата си, но мисълта за втора жена на ромейския престол, толкова скоро след Ирина Атинянката, кара по-голямата част от аристокрацията да подкрепи Прокопия и съпруга ѝ. Други фактори, които повлияват на събитията били продължаващата война срещу Крум и преговорите с франкския император Карл за признаване на императорската му титла. Така на 2 октомври 811 г. Ставракий е принуден да се отрече от престола в полза на зет си, Михаил I Рангаве. След като съпругът ѝ е обявен за император Прокопия е коронована за негова императрица. Като съпруга на императора, Прокопия неотлъчно следва Михаил I във всичките му походи, но присъствието ѝ на бойното поле не е посрещано добре от войниците.
На 22 юли 813 г. Михаил I губи сражението срещу Крумовите войски при Версеникия. Въпреки че ромейската войска е по-многобройна от българската, императорът не успява да оползотвори това свое предимство и е един от първите, които бягат от полесражението. След тази загуба, която открива пътя на българите към ромейската столица, Михаил и Прокопия бързо губят подкрепа в императорския двор. На 11 юли 813 г. Михаил I Рангаве абдикира от престола в полза на Лъв V Арменец. Продължителят на Теофан разказва, че Прокопия се противопоставила на това решение на съпруга си, поради което била принудена от новия император да се оттегли в манастир. Датата смъртта ѝ обаче не е известна.

## Деца
Двамата имат шест деца:
- Теофилакт (792 – 849), съимператор на баща си (811 – 813), кастриран и заточен в манастир.
- Ставракий (793 – 813)
- Никита (797 – 877), кастриран и заточен в манастир, а през 847 г. е избран за Патриарх
- Георгия
- Теофано